# 玉川裕康
玉川 裕康（たまかわ ひろやす、1995年4月27日 - ）は、埼玉県さいたま市出身のハンドボール選手。日本ハンドボールリーグのジークスター東京所属。

## 経歴
父親はイラン人、母親は日本人のハーフ。小学校では剣道をしていたが、「チームスポーツがしたい」との理由で中学からハンドボールを始め、2010年の第19回JOCジュニアオリンピックカップではオリンピック有望選手に選ばれた。
中学卒業後は浦和学院高等学校へ進学。2011年10月に日本代表U-16に選出された。2012年9月に第5回男子ユースアジア選手権の日本代表U-19に選出。2013年は第1回U-22東アジア選手権の日本代表U-22や第5回男子ユース世界選手権の日本代表U-19に選出された。
高校卒業後は国士舘大学へ進学し、2014年の第14回男子ジュニアアジア選手権で日本代表U-21に選出された。
2015年も日本代表U-21に選出され、第20回男子ジュニア世界選手権に出場。同年の関東学生ハンドボール・春季リーグでは優秀新人賞を受賞した。
2016年は第23回世界学生選手権の日本代表U-24に選出された。春季リーグでは優秀選手賞を受賞。全日本学生ハンドボール選手権大会（インカレ）では国士舘大学の6年ぶり3回目の優勝に貢献し、優秀選手賞を受賞した。
2017年1月に行われた第25回男子世界選手権で日本代表に初選出。同大会では7試合に出場し、8得点を挙げた。春季リーグでは5位に終わったが、特別賞を受賞。同年6月にはU-22東アジア選手権の日本代表U-22に4年ぶりに選出された。秋季リーグでは49季ぶりの優勝に貢献し、優秀選手賞を受賞。同年のインカレでは2年連続の優勝を果たし、前年度に引き続き優秀選手賞を受賞した。
2018年1月に第18回アジア選手権の日本代表に選ばれた。2月6日に日本ハンドボールリーグの大崎電気へ加入。同年の第8回社会人選手権では最優秀新人賞を受賞した。
2022年5月に大崎電気を退団。その後ジークスター東京への移籍が発表された。

## 詳細情報

### 年度別成績
| 年       | チーム   | 試合 | フィールド 得点 | 率    | 7m  | 合計  | 警告 | 退場 | 失格 |
| -------- | -------- | ---- | --------------- | ----- | --- | ----- | ---- | ---- | ---- |
| 2017-18  | 大崎電気 | 2    | 1/1             | 1.000 | 0/0 | 1/1   | 0    | 1    | 0    |
| 2018-19  | 大崎電気 | 24   | 31/39           | .795  | 0/0 | 31/39 | 9    | 5    | 0    |
| JHL：2年 | JHL：2年 | 26   | 32/40           | .800  | 0/0 | 32/40 | 9    | 6    | 0    |

- 各年度の太字はリーグ最高

### JHLプレーオフ
| 年      | チーム   | 試合                | フィールド 得点 | 率    | 7m  | 合計 | 警告 | 退場 | 失格 |
| ------- | -------- | ------------------- | --------------- | ----- | --- | ---- | ---- | ---- | ---- |
| 2017-18 | 大崎電気 | トヨタ車体戦 (決勝) | 2/2             | 1.000 | 0/0 | 2/2  | 0    | 0    | 0    |
| 2018-19 | 大崎電気 | トヨタ車体戦 (決勝) | 2/2             | 1.000 | 0/0 | 2/2  | 0    | 1    | 0    |

### タイトル・表彰

#### 社会人選手権
- 最優秀新人賞 (2018年)

### 記録

#### 日本ハンドボールリーグ
- フィールドゴール初得点：2018年3月4日、琉球コラソン戦（沖縄県立武道館アリーナ棟）[22]

### 背番号
- 27 (2018年 - )

## 代表歴

### 日本代表
- オリンピック (2024年)
- 世界選手権 (2017年・2019年・2021年)
- アジア選手権 (2018年・2020年・2024年)
- アジア競技大会 (2018年・2023年)
- ジャパンカップ (2019年)
- 日韓定期戦 (2017年・2019年)
- 欧州遠征 (2019年・2023年・2024年)
- チュニジア遠征 (2023年)

#### 大会別成績
| 年     | 大会       | 対戦国                  | フィールド 得点 | 率    | 7m  | 合計 | 警告 | 退場 | 失格 |
| ------ | ---------- | ----------------------- | --------------- | ----- | --- | ---- | ---- | ---- | ---- |
| 2017年 | 世界選手権 | ロシア戦 (予選)         | 0/0             | -     | 0/0 | 0/0  | 0    | 0    | 0    |
| 2017年 | 世界選手権 | フランス戦 (予選)       | 1/1             | 1.000 | 0/0 | 1/1  | 0    | 0    | 0    |
| 2017年 | 世界選手権 | ブラジル戦 (予選)       | 0/1             | .000  | 0/0 | 0/1  | 0    | 0    | 0    |
| 2017年 | 世界選手権 | ポーランド戦 (予選)     | 1/2             | .500  | 0/0 | 1/2  | 0    | 0    | 0    |
| 2017年 | 世界選手権 | ノルウェー戦 (予選)     | 3/4             | .750  | 0/0 | 3/4  | 0    | 0    | 0    |
| 2017年 | 世界選手権 | アンゴラ戦 (順位決定戦) | 0/0             | -     | 0/0 | 0/0  | 0    | 0    | 0    |
| 2017年 | 世界選手権 | チリ戦 (21-22位戦)      | 3/4             | .750  | 0/0 | 3/4  | 0    | 0    | 0    |
| 2019年 | 世界選手権 | 北マケドニア戦 (予選)   | 1/1             | 1.000 | 0/0 | 1/1  | 0    | 0    | 0    |
| 2019年 | 世界選手権 | クロアチア戦 (予選)     | 1/1             | 1.000 | 0/0 | 1/1  | 0    | 0    | 0    |
| 2019年 | 世界選手権 | スペイン戦 (予選)       | 1/1             | 1.000 | 0/0 | 1/1  | 0    | 1    | 0    |
| 2019年 | 世界選手権 | アイスランド戦 (予選)   | 0/2             | .000  | 0/0 | 0/2  | 0    | 0    | 0    |
| 2019年 | 世界選手権 | バーレーン戦 (予選)     | 0/0             | -     | 0/0 | 0/0  | 0    | 0    | 0    |
| 2019年 | 世界選手権 | 朝鮮戦 (21-24位戦)      | 0/0             | -     | 0/0 | 0/0  | 0    | 0    | 0    |
| 2019年 | 世界選手権 | アンゴラ戦 (21-24位戦)  | 0/2             | .000  | 0/0 | 0/2  | 0    | 0    | 0    |

### 日本代表U-24
- 世界学生選手権 (2016年)

### 日本代表U-22
- U-22東アジア選手権 (2013年・2017年)

### 日本代表U-21
- ジュニア世界選手権 (2015年)
- ジュニアアジア選手権 (2014年)

### 日本代表U-19
- ユース世界選手権 (2013年)
- ユースアジア選手権 (2012年)

### 日本代表U-16
- 日韓スポーツ交流 (2011年)